# Daviesia oppositifolia
Daviesia oppositifolia är en ärtväxtart som beskrevs av Stephan Ladislaus Endlicher. Daviesia oppositifolia ingår i släktet Daviesia, och familjen ärtväxter. Inga underarter finns listade i Catalogue of Life.